# تروبارواک
تروبارواک (به لاتین: Trubarevac}} یک منطقهٔ مسکونی در صربستان است که در Sokobanja واقع شده‌است.

## خصوصیات
تروبارواک ۶۱۷ نفر جمعیت دارد.